# EPojisteni.cz liga 2016/2017
ePojisteni.cz liga 2016/17 byla 24. ročníkem nejvyšší české fotbalové ligové soutěže. Soutěže se účastnilo 16 týmů, hrací systém je stejný jako v předchozích ročnících. Každý tým se utká s každým, jeden zápas na domácí půdě a druhý pak na hřišti soupeře, celkem 30 kol. Premiérově je řízena Ligovou fotbalovou asociací, do ročníku 2015/16 (včetně) byla pořádána Fotbalovou asociací ČR.
Z Fotbalové národní ligy postoupily celky FC Hradec Králové a MFK Karviná. FC Hradec Králové se do nejvyšší soutěže vrátil po roční pauze, zatímco MFK Karviná je absolutním nováčkem (z téhož města hrával v 90. letech nejvyšší soutěž klub FC Karviná, který však v roce 2003 zanikl).
Ročník byl zahájen v pátek 29. července 2016 v 18:00 zápasem FK Dukla Praha – FK Teplice (0:1).
Mistrovský titul ze sezóny 2015/16 obhajoval tým FC Viktoria Plzeň. Mistrem České republiky se však stal tým SK Slavia Praha.
Po předčasném odstoupení původního generálního sponzora od smlouvy s FAČR se dlouhou dobu zdálo, že liga bude mít název bez generálního sponzora – 1. fotbalová liga, ale 28. 7. 2016 byla podepsána dvouletá smlouva s firmou ePojisteni.cz.

## Týmy
Tradičně nejsilnější zastoupení v soutěži má hlavní město Praha, a to celkem 4 zástupce. Oproti předchozímu ročníku se lokalizace klubů přesunula více k českým regionům, protože oba sestupující celky byly zástupci moravských regionů, zatímco postupující byl jeden z Čech a druhý z Moravy.
Po dvou zástupcích měly Středočeský kraj, Liberecký kraj a Zlínský kraj. Svého jediného zástupce získal Královéhradecký kraj. Pardubický kraj na svého dalšího zástupce čekal 19. sezonu, Karlovarský kraj pak na dalšího zástupce čekal již 21 ročníků (naposledy FC Union Cheb).

### Kluby, stadiony a umístění
Poznámka: Tabulka uvádí kluby v abecedním pořadí.
Legenda:
|  | Změny oproti předchozímu ročníku. |
|  | Krajská města.                    |

| Klub                 | Stadion                                     | Kapacita | Město/ obec        | Region               |
| -------------------- | ------------------------------------------- | -------- | ------------------ | -------------------- |
| Bohemians Praha 1905 | Ďolíček                                     | 5 000    | Praha              | Praha                |
| FK Dukla Praha       | Stadion Juliska                             | 8 150    | Praha              | Praha                |
| SK Slavia Praha      | Eden Aréna                                  | 20 800   | Praha              | Praha                |
| AC Sparta Praha      | Stadion Sparty na Letné                     | 18 944   | Praha              | Praha                |
| FK Mladá Boleslav    | Městský stadion Mladá Boleslav              | 5 000    | Mladá Boleslav     | Středočeský kraj     |
| 1. FK Příbram        | Na Litavce                                  | 9 100    | Příbram            | Středočeský kraj     |
| FC Hradec Králové    | Všesportovní stadion                        | 7 100    | Hradec Králové     | Královéhradecký kraj |
| FC Viktoria Plzeň    | Stadion města Plzně                         | 11 700   | Plzeň              | Plzeňský kraj        |
| FK Teplice           | Stadion Na Stínadlech                       | 18 221   | Teplice            | Ústecký kraj         |
| FK Jablonec          | Stadion Střelnice                           | 6 280    | Jablonec nad Nisou | Liberecký kraj       |
| FC Slovan Liberec    | Stadion U Nisy                              | 9 900    | Liberec            | Liberecký kraj       |
| FC Vysočina Jihlava  | Stadion v Jiráskově ulici                   | 4 155    | Jihlava            | Vysočina             |
| FC Zbrojovka Brno    | Městský fotbalový stadion Srbská            | 12 550   | Brno               | Jihomoravský kraj    |
| FC Fastav Zlín       | Letná                                       | 6 375    | Zlín               | Zlínský kraj         |
| 1. FC Slovácko       | Městský fotbalový stadion Miroslava Valenty | 8 000    | Uherské Hradiště   | Zlínský kraj         |
| MFK Karviná          | Městský stadion Karviná                     | 4 862    | Karviná            | Moravskoslezský kraj |

## Tabulka
Konečná tabulka k 27. květnu 2017.
| Poř. | Tým                   | Z  | V  | R  | P  | VG | OG | B  |
| ---- | --------------------- | -- | -- | -- | -- | -- | -- | -- |
| 1.   | SK Slavia Praha       | 30 | 20 | 9  | 1  | 65 | 22 | 69 |
| 2.   | FC Viktoria Plzeň (C) | 30 | 20 | 7  | 3  | 47 | 21 | 67 |
| 3.   | AC Sparta Praha       | 30 | 16 | 9  | 5  | 47 | 26 | 57 |
| 4.   | FK Mladá Boleslav     | 30 | 13 | 10 | 7  | 47 | 37 | 49 |
| 5.   | FK Teplice            | 30 | 13 | 9  | 8  | 38 | 25 | 48 |
| 6.   | FC Fastav Zlín (P)    | 30 | 11 | 8  | 11 | 34 | 35 | 41 |
| 7.   | FK Dukla Praha        | 30 | 11 | 7  | 12 | 39 | 35 | 40 |
| 8.   | FK Jablonec           | 30 | 9  | 12 | 9  | 43 | 38 | 39 |
| 9.   | FC Slovan Liberec     | 30 | 10 | 9  | 11 | 31 | 28 | 39 |
| 10.  | MFK Karviná (N)       | 30 | 9  | 7  | 14 | 39 | 49 | 34 |
| 11.  | 1. FC Slovácko        | 30 | 6  | 14 | 10 | 29 | 38 | 32 |
| 12.  | FC Zbrojovka Brno     | 30 | 6  | 14 | 10 | 32 | 45 | 32 |
| 13.  | Bohemians Praha 1905  | 30 | 7  | 7  | 16 | 22 | 39 | 28 |
| 14.  | FC Vysočina Jihlava   | 30 | 6  | 9  | 15 | 26 | 47 | 27 |
| 15.  | FC Hradec Králové (N) | 30 | 8  | 3  | 19 | 29 | 51 | 27 |
| 16.  | 1. FK Příbram         | 30 | 6  | 4  | 20 | 29 | 61 | 22 |

Poznámky:
- Z = Odehrané zápasy; V = Vítězství; R = Remízy; P = Prohry; VG = Vstřelené góly; OG = Obdržené góly; B = Body
- (C) = obhájce mistrovského titulu, (N) = nováček (minulou sezónu hrál nižší soutěž a postoupil), (P) = vítěz poháru

|  | Postup do 3. předkola (mistrovská kvalifikace) Ligy mistrů UEFA 2017/18   |
|  | Postup do 3. předkola (nemistrovská kvalifikace) Ligy mistrů UEFA 2017/18 |
|  | Postup do základní skupiny Evropské ligy UEFA 2017/18                     |
|  | Postup do 3. předkola Evropské ligy UEFA 2017/18                          |
|  | Postup do 2. předkola Evropské ligy UEFA 2017/18                          |
|  | Sestup do FNL 2017/18                                                     |

### Pořadí po jednotlivých kolech
Při shodném počtu bodů a skóre mohou být kluby umístěny na stejném místě v průběhu soutěže (zejména zpočátku), v závěru platí v případě rovnosti bodů a skóre dodatečná kritéria, která rozhodují o konečném pořadí.
| Klub / kolo    | 1      | 2  | 3  | 4  | 5  | 6  | 7  | 8  | 9  | 10 | 11 | 12 | 13 | 14 | 15 | 16 | 17 | 18 | 19 | 20 | 21 | 22 | 23 | 24 | 25 | 26 | 27 | 28 | 29 | 30 |   |
| -------------- | ------ | -- | -- | -- | -- | -- | -- | -- | -- | -- | -- | -- | -- | -- | -- | -- | -- | -- | -- | -- | -- | -- | -- | -- | -- | -- | -- | -- | -- | -- | - |
| Klub / kolo    | Slavia | 1  | 3  | 6  | 4  | 5  | 6  | 5  | 4  | 4  | 3  | 3  | 3  | 3  | 3  | 2  | 2  | 2  | 2  | 1  | 1  | 2  | 2  | 2  | 2  | 1  | 1  | 1  | 1  | 1  | 1 |
| Plzeň          | 7      | 5  | 1  | 5  | 4  | 4  | 3  | 3  | 1  | 2  | 2  | 1  | 1  | 1  | 1  | 1  | 1  | 1  | 2  | 2  | 1  | 1  | 1  | 1  | 2  | 2  | 2  | 2  | 2  | 2  |   |
| Sparta         | 6      | 5  | 4  | 1  | 2  | 2  | 4  | 5  | 5  | 5  | 5  | 5  | 5  | 5  | 4  | 3  | 3  | 3  | 3  | 3  | 3  | 3  | 3  | 3  | 3  | 3  | 3  | 3  | 3  | 3  |   |
| Ml. Boleslav   | 2      | 1  | 5  | 3  | 3  | 3  | 2  | 2  | 2  | 1  | 1  | 2  | 4  | 4  | 5  | 5  | 5  | 5  | 5  | 4  | 5  | 4  | 4  | 4  | 4  | 4  | 4  | 4  | 4  | 4  |   |
| Teplice        | 8      | 7  | 7  | 10 | 6  | 7  | 8  | 10 | 11 | 9  | 6  | 8  | 8  | 6  | 6  | 6  | 6  | 6  | 6  | 7  | 6  | 6  | 6  | 5  | 5  | 5  | 5  | 5  | 5  | 5  |   |
| Zlín           | 5      | 4  | 3  | 2  | 1  | 1  | 1  | 1  | 3  | 4  | 4  | 4  | 2  | 2  | 3  | 4  | 4  | 4  | 4  | 5  | 4  | 5  | 5  | 6  | 6  | 6  | 6  | 6  | 6  | 6  |   |
| Dukla          | 11     | 10 | 8  | 11 | 13 | 12 | 10 | 6  | 7  | 8  | 9  | 10 | 12 | 14 | 10 | 11 | 9  | 9  | 10 | 9  | 9  | 9  | 10 | 10 | 8  | 10 | 8  | 8  | 7  | 7  |   |
| Jablonec       | 4      | 2  | 2  | 6  | 7  | 9  | 9  | 11 | 9  | 12 | 11 | 9  | 10 | 8  | 9  | 8  | 8  | 7  | 8  | 8  | 8  | 7  | 7  | 7  | 7  | 7  | 7  | 7  | 8  | 8  |   |
| Liberec        | 15     | 14 | 14 | 14 | 12 | 14 | 14 | 14 | 12 | 11 | 10 | 11 | 9  | 11 | 12 | 13 | 12 | 13 | 13 | 13 | 13 | 11 | 12 | 11 | 9  | 8  | 10 | 10 | 9  | 9  |   |
| Karviná        | 12     | 12 | 9  | 7  | 8  | 5  | 7  | 7  | 8  | 6  | 7  | 6  | 7  | 9  | 7  | 7  | 7  | 8  | 7  | 6  | 7  | 8  | 9  | 9  | 11 | 9  | 9  | 9  | 10 | 10 |   |
| Slovácko       | 9      | 9  | 11 | 9  | 11 | 13 | 13 | 13 | 13 | 13 | 13 | 13 | 11 | 12 | 13 | 9  | 10 | 10 | 9  | 10 | 10 | 10 | 8  | 8  | 10 | 11 | 11 | 12 | 12 | 11 |   |
| Brno           | 14     | 13 | 13 | 12 | 10 | 11 | 12 | 12 | 14 | 10 | 12 | 12 | 13 | 13 | 14 | 14 | 13 | 11 | 11 | 11 | 11 | 12 | 13 | 12 | 12 | 12 | 12 | 11 | 11 | 12 |   |
| Bohemians      | 15     | 14 | 15 | 15 | 14 | 10 | 11 | 9  | 6  | 7  | 8  | 7  | 6  | 7  | 8  | 10 | 11 | 12 | 12 | 12 | 12 | 13 | 11 | 13 | 13 | 13 | 13 | 13 | 13 | 13 |   |
| Jihlava        | 10     | 10 | 12 | 13 | 15 | 15 | 15 | 15 | 15 | 15 | 15 | 15 | 15 | 15 | 15 | 15 | 15 | 15 | 15 | 15 | 15 | 15 | 15 | 15 | 16 | 14 | 14 | 14 | 14 | 14 |   |
| Hradec Králové | 2      | 8  | 10 | 8  | 9  | 8  | 6  | 8  | 10 | 14 | 14 | 14 | 14 | 10 | 11 | 12 | 14 | 14 | 14 | 14 | 14 | 14 | 14 | 14 | 14 | 15 | 15 | 15 | 15 | 15 |   |
| Příbram        | 13     | 16 | 16 | 16 | 16 | 16 | 16 | 16 | 16 | 16 | 16 | 16 | 16 | 16 | 16 | 16 | 16 | 16 | 16 | 16 | 16 | 16 | 16 | 16 | 15 | 16 | 16 | 16 | 16 | 16 |   |

### Křížová tabulka
| Domácí \ Hosté | BOH | BRN | DUK | HKR | KAR | JAB | JIH | LIB | MLB | PLZ | PRI | SLA | SLO | SPA | TEP | ZLN |
| Bohemians      |     | 3–0 | 1–2 | 0–3 | 2–0 | 2–0 | 1–0 | 2–1 | 1–3 | 0–1 | 1–0 | 1–3 | 0–0 | 0–2 | 0–1 | 0–2 |
| Brno           | 0–0 |     | 0–0 | 1–1 | 1–1 | 2–0 | 1–1 | 1–0 | 2–3 | 0–1 | 2–2 | 1–4 | 1–0 | 3–3 | 0–0 | 2–0 |
| Dukla          | 4–1 | 4–2 |     | 3–0 | 0–0 | 1–0 | 4–1 | 0–0 | 1–2 | 0–1 | 3–1 | 1–2 | 2–3 | 0–2 | 0–1 | 1–0 |
| Hradec Kr.     | 1–0 | 0–0 | 0–2 |     | 3–4 | 1–2 | 1–0 | 0–1 | 0–0 | 0–1 | 2–0 | 0–3 | 2–1 | 1–2 | 0–2 | 0–2 |
| Karviná        | 3–0 | 1–1 | 2–1 | 4–2 |     | 0–2 | 3–0 | 0–0 | 1–1 | 2–3 | 2–0 | 1–2 | 0–1 | 1–1 | 1–4 | 1–0 |
| Jablonec       | 0–0 | 1–2 | 1–1 | 2–1 | 5–3 |     | 5–0 | 3–0 | 1–2 | 2–2 | 2–4 | 0–0 | 2–2 | 3–1 | 0–0 | 2–0 |
| Jihlava        | 0–2 | 3–0 | 1–1 | 3–1 | 2–4 | 1–1 |     | 1–0 | 2–1 | 1–2 | 1–1 | 1–1 | 0–0 | 1–0 | 0–2 | 1–3 |
| Liberec        | 4–1 | 0–0 | 3–1 | 2–0 | 2–0 | 1–1 | 1–1 |     | 4–0 | 1–2 | 2–1 | 1–1 | 2–2 | 0–0 | 2–0 | 0–0 |
| Ml. Boleslav   | 1–1 | 3–3 | 1–0 | 2–0 | 1–2 | 0–0 | 3–1 | 3–0 |     | 0–0 | 2–2 | 1–2 | 3–0 | 1–0 | 1–1 | 1–2 |
| Plzeň          | 1–1 | 2–0 | 2–0 | 4–1 | 2–0 | 3–1 | 2–0 | 1–0 | 3–3 |     | 1–0 | 3–1 | 2–0 | 1–0 | 2–2 | 0–2 |
| Příbram        | 1–0 | 2–3 | 3–1 | 1–0 | 4–2 | 2–4 | 0–0 | 0–1 | 0–1 | 0–3 |     | 1–8 | 0–1 | 1–2 | 3–2 | 0–2 |
| Slavia         | 1–1 | 4–0 | 2–2 | 4–0 | 1–0 | 1–1 | 2–0 | 1–0 | 2–1 | 1–0 | 3–0 |     | 1–0 | 1–1 | 2–1 | 2–2 |
| Slovácko       | 2–0 | 0–0 | 2–2 | 1–3 | 1–1 | 0–0 | 1–1 | 0–1 | 2–1 | 1–1 | 1–0 | 0–2 |     | 1–1 | 1–1 | 1–3 |
| Sparta         | 1–0 | 3–2 | 1–0 | 3–2 | 3–0 | 3–0 | 3–0 | 1–0 | 2–2 | 2–0 | 4–0 | 0–2 | 3–2 |     | 2–1 | 0–0 |
| Teplice        | 1–0 | 1–1 | 0–1 | 0–1 | 1–0 | 1–0 | 1–0 | 3–1 | 1–2 | 0–1 | 3–0 | 2–2 | 2–2 | 0–0 |     | 2–0 |
| Zlín           | 1–1 | 2–1 | 0–1 | 1–3 | 3–0 | 2–2 | 0–3 | 2–1 | 1–2 | 0–0 | 2–0 | 0–4 | 1–1 | 1–1 | 0–2 |     |

Aktualizováno po zápasech hraných 23. 4. 2017
Zdroj: Synot liga

Vysvětlivky
1. ↑  Domácí tým je uveden v levém sloupci

Barvy: Modrá = výhra domácích; Žlutá = remíza; Červená = výhra hostů

## Soupisky mužstev
- V závorce za jménem je uveden počet utkání a branek, u brankářů ještě počet čistých kont

### SK Slavia Praha
Martin Berkovec (2/0/1),
Jiří Pavlenka (28/0/12) -
Antonín Barák (25/4),
Jiří Bílek (17/1),
Jan Bořil (24/1),
Simon Deli (25/1),
Per-Egil Flo (11/0),
Michal Frydrych (25/4),
Josef Hušbauer (29/3),
Levan Kenija (1/0),
Michael Lüftner (14/0),
Muris Mešanović (26/12),
Jaroslav Mihalík (9/1),
Jan Mikula (4/0),
Ruslan Mingazov (16/3),
Michael Ngadeu-Ngadjui (27/6),
Tomáš Souček (7/0),
Jan Sýkora (11/2),
Jasmin Šćuk (17/0),
Milan Škoda (29/14),
Dušan Švento (12/0),
Stanislav Tecl (11/2),
Mick van Buren (10/0),
Gino van Kessel (7/2),
Miljan Vukadinović (16/2),
Jaromír Zmrhal (30/7),
Lukáš Železník (1/0) -
trenéři Dušan Uhrin (1. až 5. kolo) a Jaroslav Šilhavý (6. až 30. kolo)

### FC Viktoria Plzeň
Petr Bolek (4/0/2),
Matúš Kozáčik (26/0/13),
Dominik Sváček (1/0/0) –
Marek Bakoš (22/8),
Jan Baránek (7/0),
Michal Ďuriš (11/3),
Tomáš Hájek (5/0),
Lukáš Hejda (27/6),
Tomáš Hořava (28/6),
Jakub Hromada (18/1),
Patrik Hrošovský (25/1),
Roman Hubník (29/0),
Martin Chrien (3/0),
Andreas Ivanschitz (8/3),
Erik Janža (3/0),
Ergys Kaçe (4/0),
Daniel Kolář (3/0),
Jan Kopic (22/2),
Jan Kovařík (19/1),
Michael Krmenčík (26/10),
Tomáš Kučera (3/1),
David Limberský (24/0),
Aleš Matějů (18/0),
Milan Petržela (23/2),
Václav Pilař (6/0),
Tomáš Poznar (18//0),
František Rajtoral (3/0),
Radim Řezník (18/0),
Martin Zeman (16/0) –
trenéři Roman Pivarník (1. až 22. kolo) a Zdeněk Bečka (23. až 30. kolo)

### AC Sparta Praha
David Bičík (7/0/2),
Tomáš Koubek (26/0/11) -
Jakub Brabec (2/0),
Aleš Čermák (17/1),
Bořek Dočkal (12/4),
Václav Dudl (5/0),
Christián Frýdek (1/0),
Martin Frýdek (9/2),
Filip Havelka (4/0),
Mario Holek (26/0),
Daniel Holzer (13/1),
Matěj Hybš (10/0),
Lukáš Juliš (22/3),
Michal Kadlec (28/3),
Václav Kadlec (15/3),
Vjačeslav Karavajev (27/3),
Tiémoko Konaté (13/1),
David Lafata (28/15),
Lukáš Mareček (22/0),
Martin Matoušek (1/0),
Ondřej Mazuch (14/1),
Zinedin Mustedanagić (5/0),
Néstor Albiach Roger (6/0),
Costa Nhamoinesu (16/0),
Martin Nový (1/0),
Matěj Pulkrab (14/4),
Tomáš Rosický (1/0),
Michal Sáček (15/0),
Josef Šural (21/6),
Lukáš Vácha (16/0),
Bogdan Vătăjelu (6/0),
Ondřej Zahustel (13/0) -
trenéři Zdeněk Ščasný (1. až 8. kolo), David Holoubek (9. až 16. kolo), Tomáš Požár (17. až 20. kolo) a Petr Rada (21. až 30. kolo)

### FK Mladá Boleslav
Jakub Diviš (16/0/6),
Jan Šeda (5/0/2),
Luděk Vejmola (9/0/1) –
Pavel Čmovš (8/0),
Douglas da Silva (25/3),
Tomáš Fabián (7/1),
Jiří Fleišman (30/0),
Lukáš Hůlka (9/1),
Jan Chramosta (25/9),
Adam Jánoš (22/1),
Jan Kalabiška (9/0),
Miroslav Keresteš (3/0),
Stanislav Klobása (10/2),
Ondřej Kúdela (16/0),
Jan Kysela (4/1),
Vladislav Levin (8/1),
Lukáš Magera (21/4),
Kevin Malpon (1/0),
Petr Mareš (23/2),
Marek Matějovský (13/1),
Golgol Mebrahtu (21/8),
Jakub Nečas (8/1),
Lukáš Pauschek (22/0),
Tomáš Přikryl (26/5),
Jakub Rada (5/2),
Patrizio Stronati (14/0),
Laco Takács (23/1),
Jiří Valenta (8/1),
Miljan Vukadinović (16/0),
Lukáš Železník (12/3) -
trenéři Karel Jarolím (1. až 2. kolo), Leoš Kalvoda (3. až 16. kolo) a Martin Svědík (17. až 30. kolo)

### FK Teplice
Tomáš Grigar (26/0/12)
Martin Chudý (4/0/2) -
Zurab Ciskaridze (2/0),
Marek Červenka (15/4),
Patrik Dressler (4/0),
Martin Fillo (28/8),
Jakub Hora (26/5),
Robert Hrubý (8/0),
Alois Hyčka (10/0),
Michal Jeřábek (29/3),
Petr Kodeš (9/0),
Alex Král (3/0),
Jan Krob (24/0),
Tomáš Kučera (22/1),
Davor Kukec (4/0),
Admir Ljevaković (26/1),
Michael Lüftner (14/1),
Nivaldo Alves Freitas Santos (10/1),
Roman Potočný (16/2),
Soune Soungole (12/0),
Aleksandar Sušnjar (13/0),
Otto Urma (11/0),
Štěpán Vachoušek (23/0),
David Vaněček (28/7),
Tomáš Vondrášek (29/1),
Jan Vošahlík (14/3) -
trenér Daniel Šmejkal

### FC Fastav Zlín
Stanislav Dostál (24/0/8),
Milan Švenger (6/0/1) -
Ondřej Bačo (5/0),
Robert Bartolomeu (9/2),
Jean-David Beauguel (7/2),
Martin Blanař (1/0),
Dame Diop (19/5),
Antonín Fantiš (17/0),
Zoran Gajić (13/0),
Tomáš Hájek (15/2),
Haris Harba (12/6),
Patrik Hellebrand (1/0),
Josef Hnaníček (24/2),
Lukáš Holík (28/2),
David Hubáček (11/0),
Šimon Chwaszcz (3/0),
Tomáš Janíček (17/0),
Marko Jordan (13/2),
Jakub Jugas (27/3),
Miloš Kopečný (25/2),
Tomáš Masař (2/0),
Róbert Matejov (25/0),
David Mlýnek (3/0),
Lukáš Pazdera (21/0),
Tomáš Poznar (5/2),
David Štípek (19/1),
Ibrahim Traoré (23/0),
Vukadin Vukadinović (29/3),
Diego Živulić (14/0) -
trenér Bohumil Páník

### FK Dukla Praha
Lukáš Hroššo (5/0/1)
Matúš Hruška (2/0/2),
Filip Rada (23/0/6) -
Jean-David Beauguel (14/1),
Michal Bezpalec (19/1),
Frederik Bílovský (5/1),
Patrik Brandner (6/0),
Ondřej Brejcha (2/0),
Aldin Čajić (16/1),
Emmanuel Edmond (7/1),
Marek Hanousek (29/1),
Jan Holenda (13/6),
Jan Juroška (22/1),
Štěpán Koreš (6/1),
Róbert Kovaľ (3/0),
Ondřej Kušnír (26/2),
Budge Manzia (4/0),
Branislav Milošević (22/2),
Zinedin Mustedanagić (9/1),
Peter Olayinka (29/6),
Jakub Podaný (18/1),
Jakub Považanec (16/2),
Dominik Preisler (11/2),
Néstor Albiach Roger (14/5),
Michal Smejkal (18/1),
Jan Šimůnek (19/2),
Lukáš Štetina (28/2),
Daniel Tetour (28/0),
Ladislav Vopat (2/0),
Ondřej Vrzal (1/0) -
trenéři Jaroslav Šilhavý a Jaroslav Hynek

### FK Baumit Jablonec
Vlastimil Hrubý (22/0/6),
Roman Valeš (8/0/3) –
Josef Bazal (5/0),
Vít Beneš (16/2),
David Breda (2/0),
Jan Díl (2/0),
Jaroslav Diviš (11/0),
Martin Doležal (21/8),
Matěj Hanousek (17/0),
Tomáš Hübschman (22/0),
Matěj Hybš (13/0),
Nikola Janković (12/0),
Petr Jiráček (18/1),
Matěj Končal (6/0),
Martin Kouřil (9/1),
Vojtěch Kubista (25/1),
Marek Kysela (17/2),
Lukáš Masopust (19/0),
Mirzad Mehanović (25/6),
Ondřej Mihálik (26/7),
Martin Nový (9/0),
Luděk Pernica (22/1),
Martin Pospíšil (24/1),
Jakub Považanec (11/0),
Michal Štěpánek (1/0),
Stanislav Tecl (8/4),
Michal Trávník (28/3),
Tomáš Wágner (9/4),
Jaroslav Zelený (15/0),
Adam Zreľák (5/2) -
trenér Zdenko Frťala (1. až 10. kolo) a Zdeněk Klucký (11. až 30. kolo)

### FC Slovan Liberec
Martin Dúbravka (28/0/10),
Václav Hladký (2/0/2) –
Milan Baroš (24/5),
Daniel Bartl (20/4),
Lukáš Bartošák (13/0),
Ondřej Bláha (2/0),
Miloš Bosančić (8/0),
Radim Breite (26/3),
Vladimír Coufal (17/0),
Wesley Da Silva (7/0),
Ubong Moses Ekpai (16/4),
Zdeněk Folprecht (14/1),
Martin Graiciar (6/0),
Vojtěch Hadaščok (3/0),
David Hovorka (11/1),
Ondřej Karafiát (23/0),
Milan Kerbr (13/3),
Nikolaj Komličenko (12/3),
Martin Kouřil (3/1),
Ilja Kubyškin (1/0),
Ondřej Kúdela (14/0),
Martin Latka (10/0),
Filip Lesniak (1/0),
Ondřej Machuča (3/0),
Miroslav Marković (7/0),
Jan Mikula (13/2),
Jan Navrátil (10/0),
Milan Nitrianský (7/0),
Michal Obročník (4/0),
Lukáš Pokorný (8/0),
Roman Potočný (10/2),
Tomáš Souček (12/0),
Igor Súkenník (5/0),
Jan Sýkora (13/0),
Petr Ševčík (22/0),
Jan Šulc (2/0),
Radek Voltr (13/1),
Egon Vůch (17/1) -
trenér Jindřich Trpišovský

### MFK Karviná
Jan Laštůvka (19/0/6),
Branislav Pindroch (1/0/0) -
Lukáš Budínský (29/7),
Pavel Dreksa (12/2),
Patrik Dressler (6/1),
Lukáš Duda (5/0),
Pavel Eismann (24/1),
Matej Fiala (1/0),
Petr Galuška (6/1),
Libor Holík (17/1),
Jan Hošek (28/1),
Marek Janečka (26/4),
Mihailo Jovanović (11/2),
Pavol Jurčo (19/3),
Václav Juřena (2/0),
Jan Kalabiška (12/2),
Pavel Košťál (20/0),
Marián Kovařík (1/0),
Ondřej Lingr (2/0),
Derrick Mensah (1/0),
Jan Moravec (29/0),
Tomáš Okleštěk (8/0),
Filip Panák (27/3),
Erik Puchel (19/2),
Vojtěch Smrž (4/0),
Jan Šisler (23/3),
Martin Toml (1/0),
Radek Voltr (11/2),
Jan Vondra (2/0),
Tomáš Wágner (14/3),
Tomáš Weber (10/0),
Jaroslav Zelený (16/1) –
trenér Jozef Weber

### FC Zbrojovka Brno
Dušan Melichárek (30/0/10),
Vlastimil Veselý (1/0/0) –
Musefiu Ashiru (11/0),
Radek Buchta (9/0),
Alois Hyčka (16/1),
Tomáš Jablonský (13/0),
Tadas Kijanskas (27/0),
Ladislav Krejčí (13/0),
Matúš Lacko (12/0),
Franci Litsingi (11/0),
Milan Lutonský (28/1),
David Pašek (10/0),
Petr Pavlík (14/1),
Jan Polák (24/2),
Jakub Přichystal (21/3),
Antonín Růsek (3/0),
Petr Rybička (2/0),
Jakub Řezníček (29/7),
Jan Sedlák (20/0),
Michal Škoda (20/10),
Jan Štohanzl (11/0),
Jakub Šural (25/0),
Borys Taščy (12/2),
Stanislav Vávra (7/0),
Lukáš Vraštil (21/1),
Tomáš Weber (1/0),
Pavel Zavadil (16/2),
– trenér Svatopluk Habanec

### 1. FC Slovácko
Michal Daněk (9/0/2),
Milan Heča (21/0/6) -
Matěj Biolek (7/0),
Tomáš Břečka (15/0),
Eldar Ćivić (20/1),
Vlastimil Daníček (26/2),
Jaroslav Diviš (16/3),
Marek Havlík (29/4),
Filip Hlúpik (3/1),
Stanislav Hofmann (16/0),
Juraj Chvátal (7/0),
Petr Chýla (1/0),
Tomáš Košút (15/1),
Luboš Kalouda (2/0),
Milan Kerbr (11/1),
Francis Koné (21/3),
Filip Kubala (1/0),
David Machlík (13/0),
Jan Navrátil (14/3),
Tomáš Rada (16/1),
Petr Reinberk (26/0),
Jan Rezek (9/0),
Michal Suchý (1/0),
Patrik Šimko (20/0),
Veliče Šumulikoski (29/2),
Benjamin Tetteh (13/1),
Tomáš Ťok (14/1),
Kanghuyn Yu (1/0),
Tomáš Zajíc (25/5) –
trenér Stanislav Levý

### Bohemians Praha 1905
Martin Berkovec (7/0/1),
Viktor Budínský (13/0/4),
Tomáš Fryšták (12/0/3) -
David Bartek (13/0),
Tomáš Berger (19/2),
Filip Blecha (1/0),
Petr Buchta (11/0),
Tomáš Čížek (5/1),
Martin Dostál (26/1),
Bernardo Frizoni (1/0),
Zoran Gajić (8/0),
Martin Hašek ml. (22/2),
Milan Havel (28/2),
Jan Holenda (10/1),
Michal Hubínek (26/0),
Jiří Jeslínek (6/0),
Josef Jindřišek (21/0),
Milan Jirásek (22/1),
Jevgenij Kabajev (11/2),
Dominik Kostka (1/0),
Daniel Krch (24/2),
Antonín Křapka (1/0),
Jan Kuchta (17/0),
Siim Luts (23/0),
Dominik Mašek (25/3),
Matúš Mikuš (12/0),
Milan Nitrianský (3/0),
Miroslav Marković (9/2),
Michal Šmíd (24/2),
Michal Švec (18/0) -
trenéři Miroslav Koubek (1. až 22. kolo) a Martin Hašek (23. až 30. kolo)

### FC Vysočina Jihlava
Jan Hanuš (26/0/4),
Matej Rakovan (5/0/2) -
Augusto Batioja (24/0),
Zvonimir Blaić (9/0),
Tomáš Duba (3/0),
Pavel Dvořák (30/4),
Jakub Fulnek (12/1),
Haris Harba (1/0),
Vojtěch Hron (1/0),
Petr Hronek (23/4),
Dāvis Ikaunieks (30/9),
Jiří Krejčí (28/0),
Lukáš Kryštůfek (3/0),
Milan Mišůn (14/0),
Filip Novotný (4/0),
Marin Popović (10/1),
Michael Rabušic (27/2),
Antonín Rosa (24/0),
Rostislav Šamánek (6/0),
David Štěpánek (24/0),
Peter Šulek (6/0),
Petr Tlustý (19/0),
Jozef Urblík (15/1),
Jani Urdinov (19/1),
Lukáš Vaculík (27/0),
Čestmír Vitásek (2/0),
Jan Záviška (6/0),
Lukáš Zoubele (20/2) -
trenéři Michal Hipp (1. až 6. kolo), Michal Bílek (7. až 23. kolo) a Josef Jinoch (24. až 30. kolo)

### FC Hradec Králové
Radim Ottmar (30/0/7) -
Jiří Bederka (3/0),
František Čech (3/1),
Milan Černý (23/1),
Pavel Černý (21/2),
Tomáš Holeš (15/1),
Lukáš Hůlka (10/1),
Jakub Chleboun (22/0),
Jiří Janoušek (22/1),
Tomáš Jirsák (11/0),
Marek Krátký (15/0),
Tomáš Malinský (27/4),
Petr Mareš (4/1),
Ladislav Martan (26/2),
Jan Mudra (22/1),
Martin Nosek (8/1),
Jan Pázler (25/5),
Marek Plašil (22/1),
Roman Polom (8/0),
Petr Schwarz (23/4),
Igor Súkenník (4/0),
Jakub Šípek (8/2),
Daniel Trubač (25/0),
Adam Vlkanova (16/1),
Filip Zorvan (6/0),
Libor Žondra (21/0) -
trenéři Milan Frimmel a Bohuslav Pilný (1. až 27. kolo) a Karel Havlíček (28. až 30. kolo)

### 1. FK Příbram
Aleš Hruška (29/0/3),
Ondřej Kočí (1/0/0) -
Karsten Ayong (11/0),
Josef Bazal (11/0),
Tomáš Borek (5/0),
Faouzi Bourenane (2/0),
Patrik Brandner (13/3),
José Casado (2/0),
Josef Divíšek (27/1),
Marco Ferrara (8/0),
Štěpán Holý (1/0),
Matěj Chaluš (27/0),
Jiří Januška (5/0),
Martin Jiránek (21/1),
Štepán Kacafírek (17/1),
Martin Krameš (22/0),
Davor Kukec (6/1),
Roman Květ (8/0),
Jan Kvída (8/0),
David Laňka (7/0),
Zdeněk Linhart (10/1),
Lukáš Lupták (4/0),
Aidin Mahmutović (13/1),
Tomáš Majtán (16/1),
Jiří Mareš (2/0),
Miloš Nikolić (2/0),
Michal Pecháček (10/0),
Lester Peltier (5/0),
Pavel Pilík (8/1),
Tomáš Pilík (29/8),
Jan Rezek (29/5),
Lukáš Ric (1/0),
Jan Suchan (10/3),
Petr Trapp (17/0),
Jaroslav Tregler (27/2) -
trenér Martin Pulpit (1. až 4. kolo), Petr Rada (5. až 16. kolo) a Kamil Tobiáš (17. až 30. kolo)

## Statistiky

### Střelci
Konečné pořadí.
| #  | Hráč             | Klub             | Góly |
| -- | ---------------- | ---------------- | ---- |
| 1. | Milan Škoda      | Slavia Praha     | 15   |
| 1. | David Lafata     | Sparta Praha     | 15   |
| 3. | Muris Mešanović  | Slavia Praha     | 12   |
| 4. | Michal Škoda     | Zbrojovka Brno   | 10   |
| 4. | Michael Krmenčík | Viktoria Plzeň   | 10   |
| 6. | Jan Chramosta    | Mladá Boleslav   | 9    |
| 6. | Dāvis Ikaunieks  | Vysočina Jihlava | 9    |
| 8. | Golgol Mebrahtu  | Mladá Boleslav   | 8    |
| 8. | Martin Fillo     | Teplice          | 8    |
| 8. | Tomáš Pilík      | Příbram          | 8    |
| 8. | Marek Bakoš      | Viktoria Plzeň   | 8    |
| 8. | Martin Doležal   | Jablonec         | 8    |

### Asistence
Konečné pořadí.
| #   | Hráč                | Klub              | Asist. |
| --- | ------------------- | ----------------- | ------ |
| 1.  | Jan Krob            | Teplice           | 12     |
| 2.  | Josef Hušbauer      | Slavia Praha      | 10     |
| 3.  | Milan Petržela      | Viktoria Plzeň    | 9      |
| 3.  | Jan Kopic           | Viktoria Plzeň    | 9      |
| 5.  | Vukadin Vukadinović | Fastav Zlín       | 8      |
| 5.  | Tomáš Přikryl       | Mladá Boleslav    | 8      |
| 5.  | Vjačeslav Karavajev | Sparta Praha      | 8      |
| 8.  | Tomáš Pilík         | Příbram           | 7      |
| 8.  | Michal Trávník      | Jablonec          | 7      |
| 10. | Milan Škoda         | Slavia Praha      | 6      |
| 10. | Jaroslav Zelený     | Karviná, Jablonec | 6      |
| 10. | Marek Janečka       | Karviná           | 6      |

### Brankáři - čistá konta
Konečné pořadí.
| #  | Hráč             | Klub           | ČK |
| -- | ---------------- | -------------- | -- |
| 1. | Matúš Kozáčik    | Viktoria Plzeň | 13 |
| 2  | Tomáš Grigar     | Teplice        | 12 |
| 2  | Jiří Pavlenka    | Slavia Praha   | 12 |
| 4. | Tomáš Koubek     | Sparta Praha   | 11 |
| 5. | Dušan Melichárek | Zbrojovka Brno | 10 |
| 5. | Martin Dúbravka  | Slovan Liberec | 10 |

## Trenéři

### Změny trenérů
V průběhu sezóny došlo celkem k patnácti změnám trenérů. Jejich přehled je uveden v tabulce.
| Tým                  | Kolo | Odvolaný/rezignující trenér | Datum odchodu trenéra | Nově nastoupivší trenér | Datum nástupu trenéra |
| -------------------- | ---- | --------------------------- | --------------------- | ----------------------- | --------------------- |
| FK Mladá Boleslav    | 2.   | Karel Jarolím               | 8. srpna 2016         | Leoš Kalvoda            | 10. srpna 2016        |
| 1. FK Příbram        | 4.   | Martin Pulpit               | 21. srpna 2016        | Petr Rada               | 22. srpna 2016        |
| SK Slavia Praha      | 5.   | Dušan Uhrin                 | 29. srpna 2016        | Jaroslav Šilhavý        | 5. září 2016          |
| FK Dukla Praha       | 5.   | Jaroslav Šilhavý            | 5. září 2016          | Jaroslav Hynek          | 15. září 2016         |
| FC Vysočina Jihlava  | 6.   | Michal Hipp                 | 14. září 2016         | Michal Bílek            | 14. září 2016         |
| AC Sparta Praha      | 8.   | Zdeněk Ščasný               | 26. září 2016         | David Holoubek          | 26. září 2016         |
| FK Jablonec          | 10.  | Zdenko Frťala               | 15. října 2016        | Zdeněk Klucký           | 15. října 2016        |
| AC Sparta Praha      | 16.  | David Holoubek              | 13. března 2017       | Tomáš Požár             | 14. března 2017       |
| FK Mladá Boleslav    | 16.  | Leoš Kalvoda                | 31. prosince 2016     | Martin Svědík           | 1. ledna 2017         |
| 1. FK Příbram        | 16.  | Petr Rada                   | 7. ledna 2017         | Kamil Tobiáš            | 7. ledna 2017         |
| AC Sparta Praha      | 20.  | Tomáš Požár                 | 13. března 2017       | Petr Rada               | 14. března 2017       |
| FC Viktoria Plzeň    | 22.  | Roman Pivarník              | 2. dubna 2017         | Zdeněk Bečka            | 2. dubna 2017         |
| Bohemians Praha 1905 | 22.  | Miroslav Koubek             | 5. dubna 2017         | Martin Hašek            | 5. dubna 2017         |
| FC Vysočina Jihlava  | 23.  | Michal Bílek                | 11. dubna 2017        | Josef Jinoch            | 11. dubna 2017        |
| FC Hradec Králové    | 27.  | Bohuslav Pilný              | 8. května 2017        | Karel Havlíček          | 8. května 2017        |

## V evropských ligách

### SK Slavia Praha
- 3. předkolo Ligy mistrů
  -  Slavia – BATE Borisov  — 1:0, 1:2; celkem 2:2, postupuje Slavia (pravidlo venkovních gólů)
- 4. předkolo Ligy mistrů
  -  Slavia – APOEL Nikósie  — 0:2, 0:0; celkem 0:2, postupuje APOEL
- Základní skupina Evropské ligy
  -  Slavia – Villarreal CF  — 2:2, 0:2
  -  Slavia – Maccabi Tel Aviv FC  — 1:0, 2:0
  -  Slavia – FC Astana  — 0:1, 1:1
    - 1. Villarreal, 2. Astana, 3. Slavia, 4. Maccabi

### FC Viktoria Plzeň
- 3. předkolo Ligy mistrů
  -  Plzeň – FCSB  — 1:4, 2:2; celkem 3:6, postupuje FCSB
- 4. předkolo Evropské ligy
  -  Plzeň – AEK Larnaca  — 3:1, 0:0; celkem 3:1, postupuje Plzeň
- Základní skupina Evropské ligy
  -  Plzeň – FCSB  — 2:0, 0:3
  -  Plzeň – Hapoel Beerševa FC  — 3:1, 2:0
  -  Plzeň – FC Lugano  — 4:1, 2:3
    - 1. Plzeň, 2. FCSB, 3. Lugano, 4. Beerševa
- Šestnáctifinále Evropské ligy
  -  Plzeň – Partizan Bělehrad  — 2:0, 1:1; celkem 3:1, postupuje Plzeň
- Osmifinále Evropské ligy
  -  Plzeň – Sporting Lisabon  — 2:1 po prodl., 0:2; celkem 2:3, postupuje Sporting

### AC Sparta Praha
- 3. předkolo Evropské ligy
  -  Sparta – Crvena Zvezda Bělehrad  — 0:1, 0:2; celkem 0:3, postupuje CZ Bělehrad

### FK Mladá Boleslav
- 3. předkolo Evropské ligy
  -  Ml. Boleslav – Shamrock Rovers  — 2:0, 3:2; celkem 5:2, postupuje Mladá Boleslav
- 4. předkolo Evropské ligy
  -  Ml. Boleslav – Skënderbeu Korçë  — 2:1, 1:2; celkem 3:3, postupuje Skënderbeu (po penaltách)

### FC Fastav Zlín
- Základní skupina Evropské ligy
  -  Zlín – Lokomotiv Moskva  — 0:2, 0:3
  -  Zlín – FC Kodaň  — 1:1, 0:3
  -  Zlín – Šerif Tiraspol  — 0:0, 0:1
    - 1. Lokomotiv, 2. Kodaň, 3. Tiraspol, 4. Zlín